# Nel Amaro
Nel Amaro, seudónimo de Manuel Amaro Fernández Álvarez (Quentuserrón, Mieres; 24 de diciembre de 1946-Oviedo, 4 de abril de 2011) fue un escritor asturiano y artista de performance y poesía visual. Fue también miembro de número de la Academia de la Lengua Asturiana.

## Biografía
Poeta, novelista y dramaturgo, escribe en castellano y en asturiano. También se ha dedicado al performance y la poesía visual. Seguidor de Joan Brossa y de Isidoro Valcárcel Medina, premio nacional de artes plásticas. Con continuadores o compañeros artistas experimentales en Asturias como Ánxel Nava y Cuco Suárez, o el actor y director teatral José Rico, o el escritor y poeta José Luis Campal. Fue preso político durante los últimos años de la dictadura franquista (sospechoso de estar implicado en el criminal atentado de la Calle Correo) y fundó y dirigió, en Mieres y Turón, las revistas Sapiens' y Cuélebre literario. Su obra poética se reparte entre las siguientes obras:
- Responsos laicos
- Habitación de poeta
- Boca arriba, lentamente naufragando
- Y, tú, Marta B., qu'entoncies nun yeres, tampocu, l'Anna Karina de les películes de Jean Luc Godard
- Diariu d'un polizón
- Reversos
- Poemes de San Francisco
- Pruebes d'autor

Son suyas también obras teatrales como Antígona, por exemplu y El banquete y las siguientes novelas:
- ¡Adiós Dvorak!
- Novela ensin títulu
- ¡¡¡Falanxista!!!
- 'Na borrina
- L'últimu del pelotón

Entre los galardones que ha recibido se encuentran el Soto Torres de Teatro, el Xana del Bable, el III Premio Nacional de Cuentos el Llano, etc.